# Alexandra Hirschi

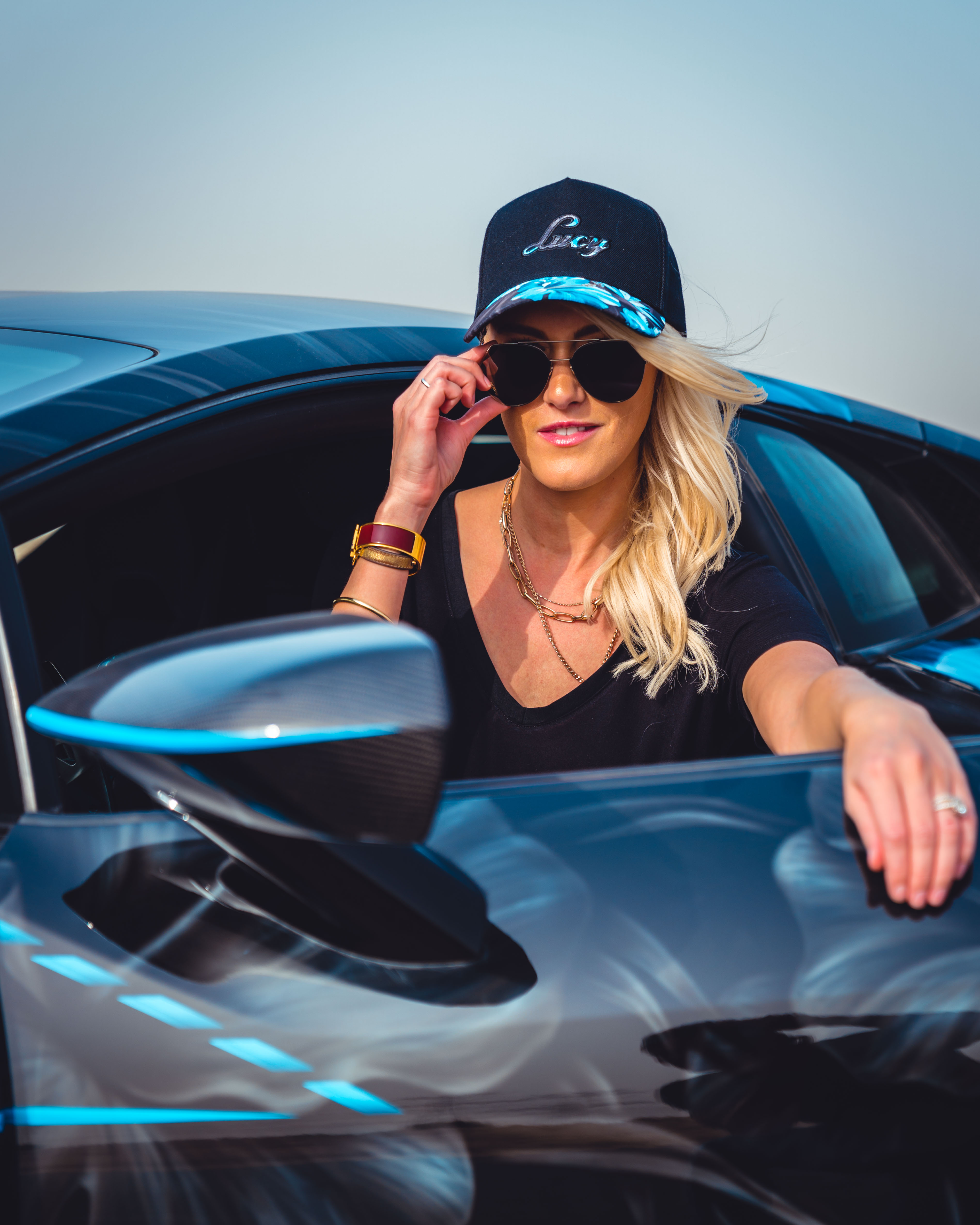
Alexandra Hirschi (Supercar Blondie), 2019

Alexandra Hirschi (geb. am 21. September 1985 in Brisbane, Queensland) ist eine australische Fernsehmoderatorin, Bloggerin und Influencerin. Bekannt ist sie vor allem durch ihre Webvideos zum Thema Automobil, die sie unter dem Namen Supercar Blondie regelmäßig auf Facebook, Instagram und YouTube veröffentlicht. Ihre Facebook-Seite hat mehr als 61 Millionen Likes, auf Instagram folgen ihr mehr als 17,3 Millionen Menschen und ihr YouTube-Kanal verzeichnet 21,2 Millionen Abonnenten (Stand: Februar 2025). Nach einer Auswertung der Website socialbakers.com gehörte ihre Facebook-Seite zu den Seiten mit dem Thema Auto, die 2018 am schnellsten wuchsen. Hirschi lebt und arbeitet in Dubai.

## Persönliches
Alexandra Hirschi wurde im ostaustralischen Brisbane geboren und wuchs auf einer Farm in der Kleinstadt Boonah im australischen Outback auf. Bereits mit 12 Jahren lernte sie Autofahren, ihr erstes eigenes Auto nach Erlangen des Führerscheins war ein Mitsubishi Lancer. Sie studierte Journalismus und Betriebswirtschaft an der Queensland University of Technology. Nach Abschluss des Studiums zog sie 2008 in die Vereinigten Arabischen Emirate nach Dubai, weil ihr Ehemann Nik dort eine Arbeitsstelle angeboten bekam. Sie begann als Nachrichtensprecherin im Frühprogramm eines örtlichen Radiosenders zu arbeiten, später präsentierte sie dort eine Talkshow, auf der sie live von Auto-Events berichtete. Seit 2017 lebt sie von den Einnahmen als Influencerin. Sie besitzt einen BMW i8, einen Lamborghini Huracán, den sie Lucy nennt und einen McLaren 720S.

## Social-Media-Karriere
Bei ihrer Tätigkeit als Radiomoderatorin wurde ihr 2016 für einige Tage ein Bentley zur Nutzung angeboten und sie lud Videos und Fotos davon auf ihrem privaten Social-Media-Account hoch. Nachdem dieses Material einige Aufmerksamkeit erregt hatte, erstellte Hirschi auf Anraten ihres Ehemannes einen neuen Account, auf dem sie künftig ihre Webvideos und Bilder präsentieren sollte. Da Hirschi beim Radio bereits den Spitznamen Radio Blondie hatte, schlug ihr Ehemann Supercar Blondie als Name ihres Accounts vor. Nach dem Erfolg mit Bentley fragte Hirschi 2017 wegen einer Zusammenarbeit mit McLaren an und erhielt einen McLaren 650S zur Präsentation. Als sie 50.000 Follower hatte, kündigte sie ihren Moderatorenjob, im weiteren Verlauf des Jahres 2017 wuchs die Anzahl ihrer Follower auf Instagram auf 1 Million und auf Facebook auf 3 Millionen. Im März 2018 führte das Wirtschaftsmagazin Arabian Business Hirschi in seiner Liste der 50 einflussreichsten Frauen der arabischen Welt, 2019 zählte die Zeitschrift sie zu den 30 einflussreichsten Frauen der arabischen Welt. Die Ausgabe des Magazins Esquire für den Nahen Osten zählte sie zu den Influencern des Jahres 2018. Am 10. Juni 2018 zeigte RTL II im Automagazin Grip ein Special mit Hirschi, bei dem sie einen Bugatti L’Or Blanc und den La Ferrari Aperta präsentierte.
In ihren Webvideos präsentiert Hirschi die seltensten und teuersten Supersportwagen, aber auch Prototypen und Sondermodelle wie das Batmobil aus dem Film Batman (1989). In der Augustausgabe 2019 des Magazins Playboy erschien eine Titelstory mit Hirschi, und ebenfalls im August startete die erste Staffel ihrer TV-Show Car Crews With Supercar Blondie auf dem Pay-TV-Sender Insight TV. Für Marketing, Werbung und den Vertrieb von Fanartikeln wurde die Supercar Blondie FZ LLC gegründet, die zugleich auch Inhaber der Marke ist.